# Grundig Business Systems
 (septembre 2009).
Si vous disposez d'ouvrages ou d'articles de référence ou si vous connaissez des sites web de qualité traitant du thème abordé ici, merci de compléter l'article en donnant les références utiles à sa vérifiabilité et en les liant à la section « Notes et références ».
Grundig Business Systems GmbH est une entreprise allemande comptant 170 employés 
sur les sites de Bayreuth et de Nuremberg. C'est une société à responsabilité limitée de droit allemand (GmbH) indépendante depuis 2001. 
L’entreprise produit des systèmes de dictée analogiques et numériques fabriqués en Allemagne.
Au cours de l'année 1954, l'entreprise a commercialisé le premier appareil de dictée Grundig, la Stenorette A, elle propose depuis ses systèmes de traitement de la voix. La Steno Cassette 30, conçue par Grundig, a été élevée au rang de norme DIN en 1983 et, en 1995, l'entreprise a développé le Digital Speech Standard (en) .dss pour un projet collectif de l'International Voice Association. Depuis la fin de l'année 2003, la division des appareils de dictée, aujourd'hui la société Grundig Business Systems, est indépendante de l'ancienne maison mère Grundig.

## Histoire
En 1954, Grundig commercialise la « Stenorette », sa première machine à dicter. Cette machine à dicter fut, dans un premier temps, surnommée « rainette » dans le jargon de l’usine en raison de la couleur verte de son boîtier. Trois ans plus tard, Max Grundig (de) ouvre la « plus grande usine de magnétophones au monde », selon ses propres termes. Dans cette usine, Grundig Business Systems produit jusqu’à aujourd’hui des systèmes de dictée. Au milieu des années 1960, le nombre d’employés à Bayreuth augmente, passant à 2000.
Dans les années 1970, Grundig introduit la Steno Cassette 30, la première cassette mini-index à affichage de la bande intégré et produit la Stenorette 2002, le premier système de dictée stationnaire avec la Steno Cassette K 30, ainsi que la Stenorette SL, un système de dictée mobile pour le bureau et en extérieur. Ces deux produits ont été fabriqués pendant presque 20 ans.
En 1983, la Steno Cassette 30 est élevée au rang de norme DIN (DIN 32750).
Au début des années 1990, GBS commercialise le PC-Diktat 2000, le premier système de dictée numérique au monde. Pour la première fois, des informations vocales peuvent être numérisées et enregistrées sur le disque dur d’un PC. Au cours de cette décennie, Grundig développe et introduit la norme DSS (Digital Speech Standard) dans le cadre d’un projet collectif de l’IVA (International Voice Association, composée de Grundig, Olympus et Philips).
En 2001, les activités du secteur des systèmes de dictée de Grundig AG sont externalisées et transférées dans une société à part entière : Grundig Business Systems GmbH poursuit ses activités avec une bonne rentabilité. Elle ne sera pas concernée par la faillite ultérieure de Grundig AG. Un an plus tard, l’entreprise commercialise le premier appareil de dictée numérique de la marque Digta. Grundig Business Systems GmbH est reprise en 2003 par INDUC AG (aujourd’hui INDUC GmbH). Enfin, en 2004 apparaît la Stenorette digital Sd 4240, un système de transcription qui traite aussi bien les dictées analogiques que les dictées numériques. En 2005, GBS introduit le premier lecteur RFID intégrable pour machines à dicter. Un an plus tard, l’entreprise sort le Digta 410, le premier appareil de la série 400. En 2007, le Digta 420 constitue la première machine à dicter mobile au monde avec affichage en couleur. Cet appareil est compatible avec la norme optimisée DSSPro, développée sous l’égide de GBS. En 2008, GBS présente le premier microphone de dictée sans fil pour utilisateurs professionnels : le Digta CordEx. Pour ce produit, GBS a reçu en mars 2009 le prix d’innovation IT 2009 décerné par CeBIT.
En 2011, Grundig Business Systems a lancé sur le marché une nouvelle génération de machines à dicter numériques avec sa série Digta 7. Cette série comprend les modèles Digta 7 Premium BT, Digta 7 Premium, Digta 7 et Digta 7 Push. Le Digta 7 Premium BT est la première machine à dicter au monde étant capable de transférer des dictées via Bluetooth à un smartphone. Autre révolution pour les machines à dicter : l'interrupteur coulissant avec « Touch Pin », dont trois des quatre modèles disposent. Le « Touch Pin » ressort en position d'arrêt et permet ainsi de reconnaître au toucher la position de l'interrupteur coulissant.

## Galerie

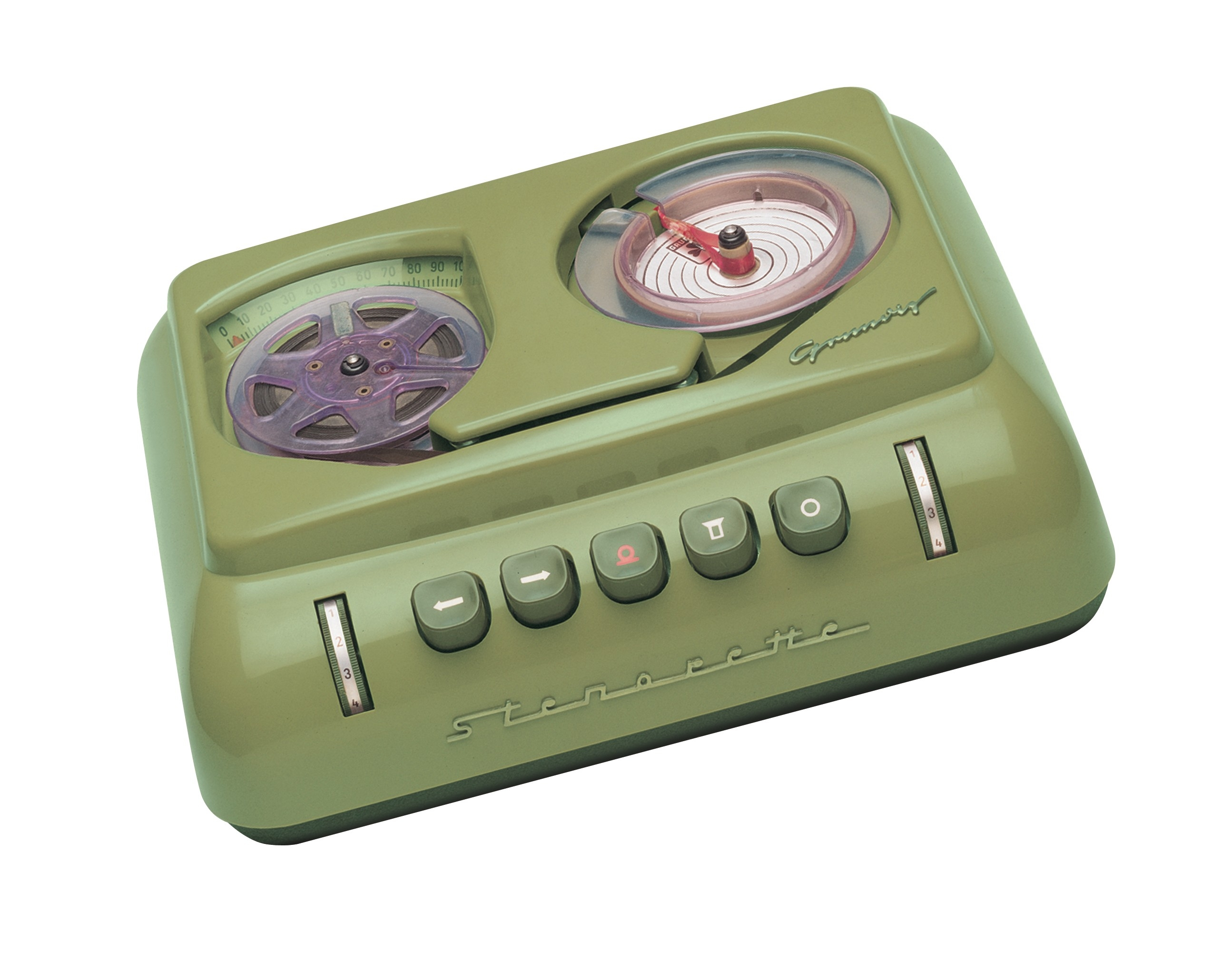
Stenorette de 1954 (Rainette)
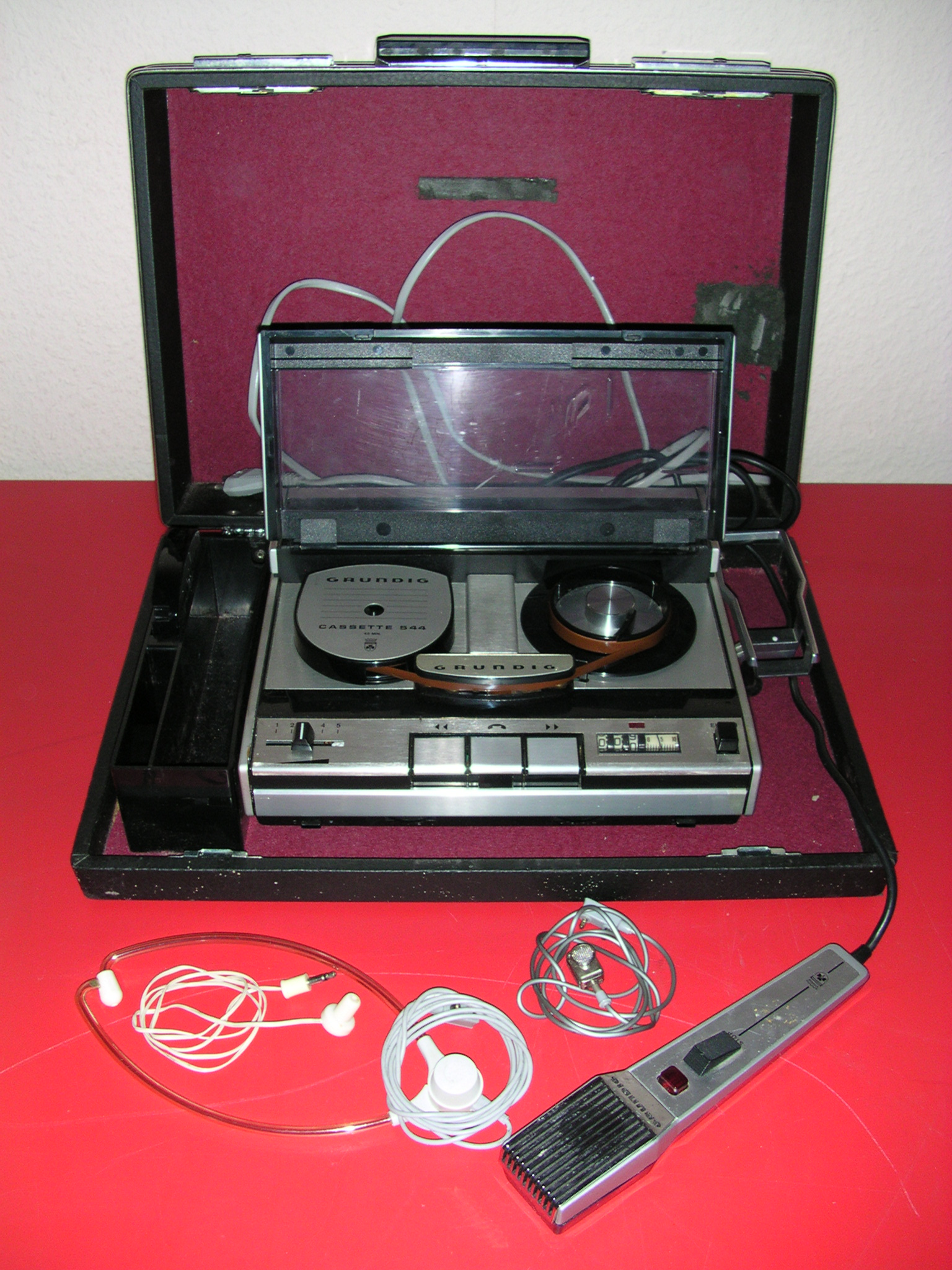
Stenorette
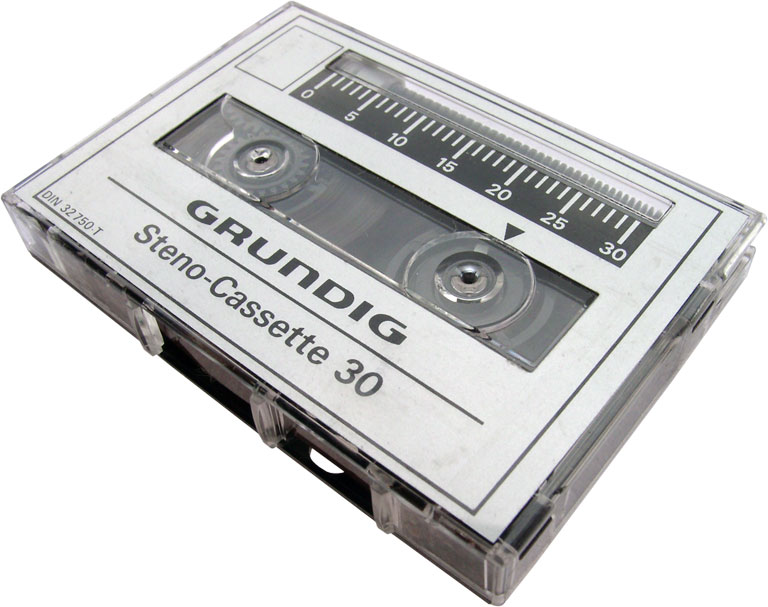
Steno-Cassette 30 (1983)
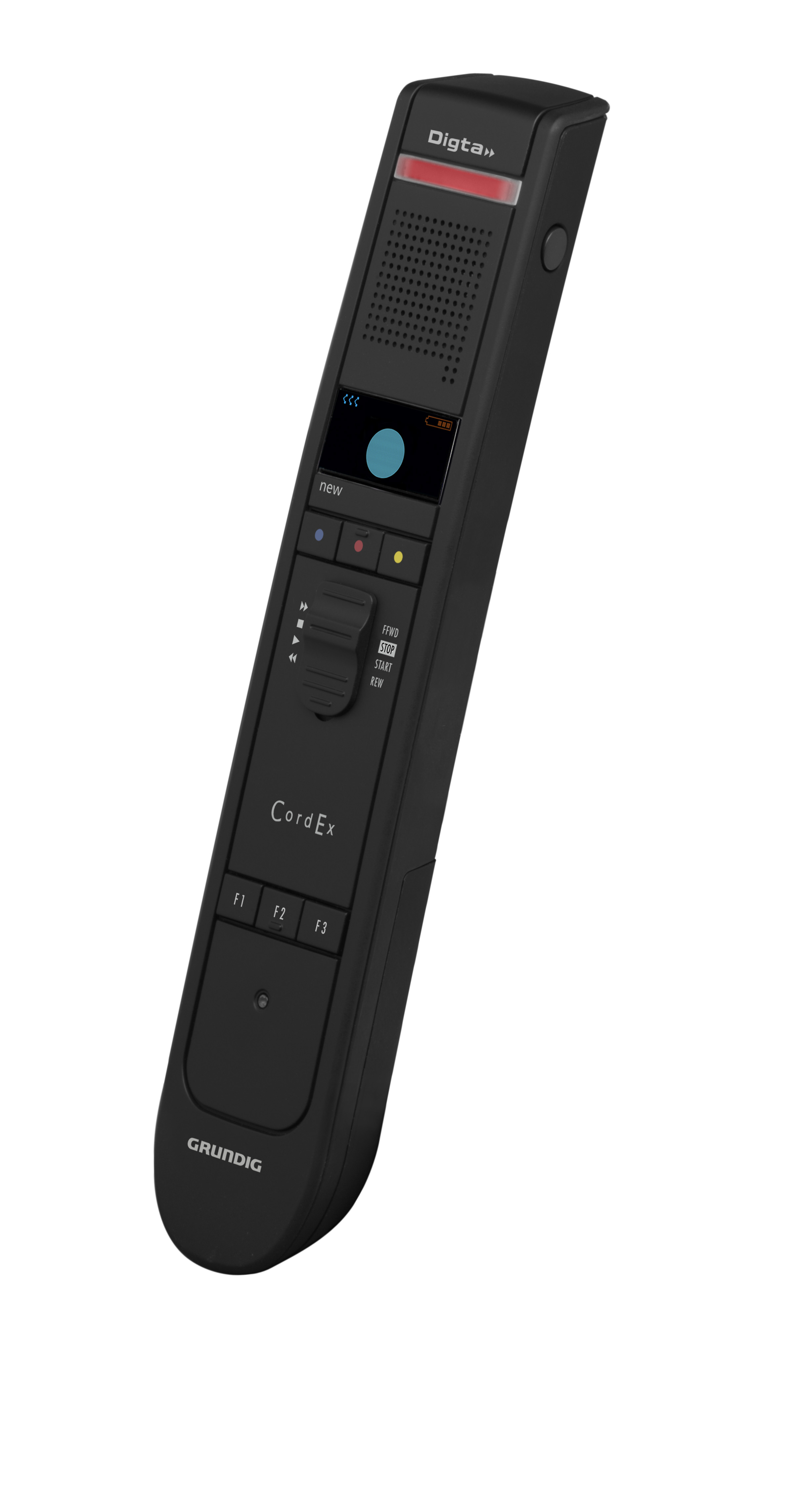
CordEx (2008)
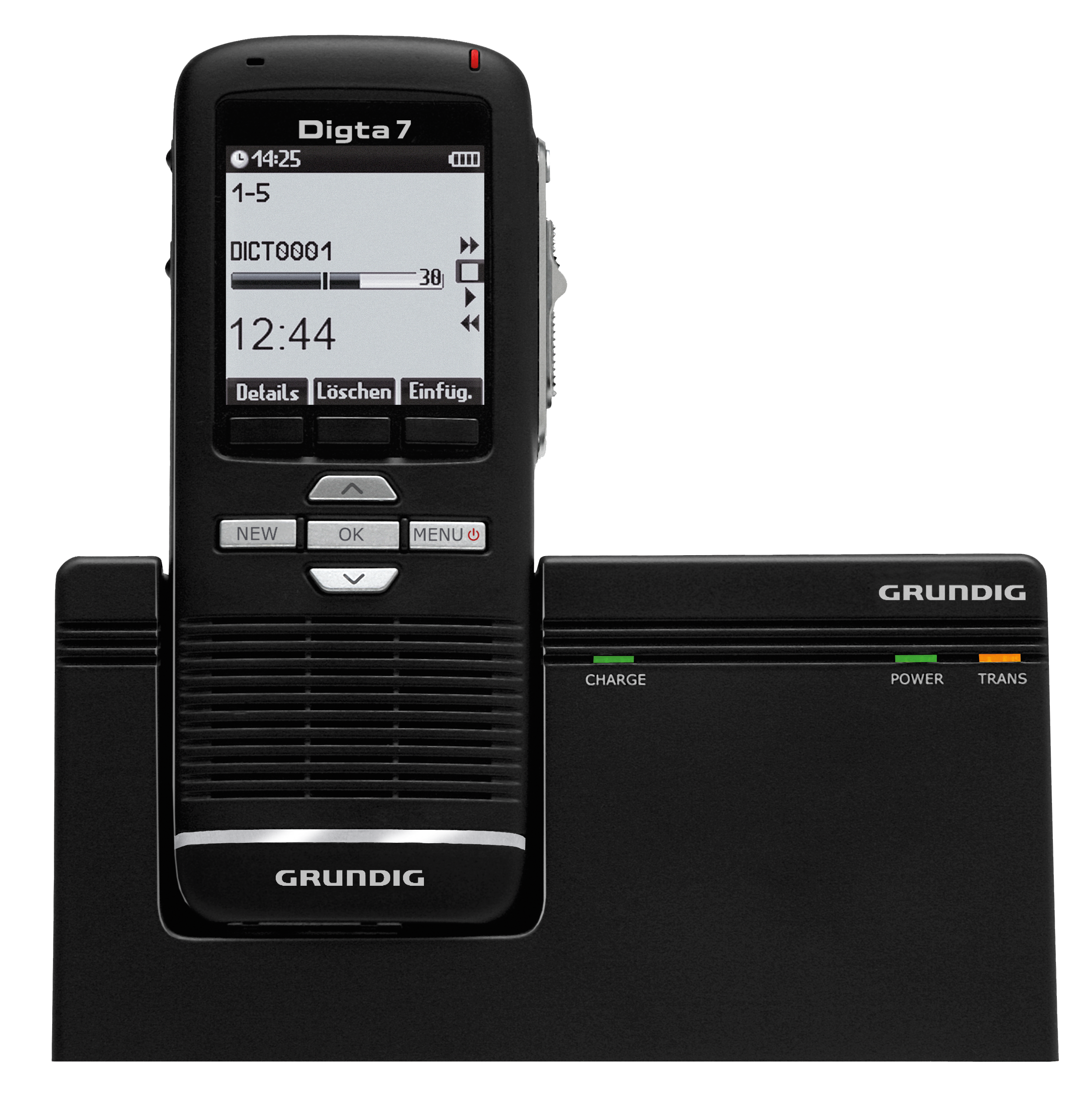
Digta 7 (2011)